# 伊利鎮區 (密歇根州馬凱特縣)
伊利鎮區（英語：Ely Township）是位於美國密歇根州馬凱特縣的一個行政鎮區。

## 地方資料
伊利鎮區的面積為364.50平方千米，當中陸地面積為356.10平方千米，而水域面積為8.50平方千米。根據2020年美國人口普查的數據，當地共有人口1900人，而人口密度為每平方千米5.21人。